# Into a Secret Land
Into a Secret Land – album niemieckiej piosenkarki Sandry wydany w 1988 roku przez Virgin Records.

## Ogólne informacje
Płyta została nagrana w domowym studio Sandry i Michaela Cretu na Ibizie, dokąd para przeprowadziła się po ślubie w 1988 roku. Utwory w większości napisali Michael Cretu, Hubert Kemmler, Klaus Hirschburger i Markus Löhr. Materiał, w całości wyprodukowany przez Michaela, składał się z kompozycji nieco bardziej wyważonych muzycznie w porównaniu z poprzednimi nagraniami Sandry.
Wydanie albumu poprzedzone zostało singlami „Heaven Can Wait” oraz „Secret Land”, a następnie wydano „We’ll Be Together” i „Around My Heart”. Wszystkie z nich cieszyły się międzynarodową popularnością. W 1989 roku wydano w Hiszpanii także promocyjny singel „La vista de luna”.
Płyta Into a Secret Land osiągnęła sukces wydawniczy, docierając do top 20 list sprzedaży w Niemczech, Szwajcarii, Austrii, Francji i Norwegii, a także do miejsca 30. ogólnoeuropejskiej listy sprzedaży. Uznawana jest też za jedną z najlepszych płyt w dorobku Sandry.

## Lista utworów
Strona A
1. „Secret Land” – 4:45
2. „We’ll Be Together” – 4:10
3. „Heaven Can Wait” – 4:04
4. „Just like Diamonds” – 5:40

Strona B
1. „Around My Heart” – 3:18
2. „Crazy Juliet” – 4:11
3. „La vista de luna” – 3:44
4. „Celebrate Your Life” – 3:28
5. „Children of England” – 3:58

## Pozycje na listach
| Kraj i lista                | Pozycja |
| --------------------------- | ------- |
| Austria                     | 13      |
| Francja (SNEP)              | 14      |
| Niemcy (Media Control)      | 14      |
| Norwegia (VG-lista)         | 18      |
| Szwajcaria (Alben Top 100)  | 9       |
| Szwecja (Sverigetopplistan) | 22      |

## Certyfikaty
| Kraj           | Certyfikat      |
| -------------- | --------------- |
| Francja (SNEP) | platynowa płyta |
| Niemcy (BVMI)  | złota płyta     |
| Szwajcaria     | platynowa płyta |